# Проносное
Проносное — деревня в Берёзовском районе Пермского края. Входит в состав Асовского сельского поселения.

## Географическое положение
Расположена при впадении реки Асовка в реку Барда, примерно в 7 км к юго-западу от административного центра поселения, села Асово, и в 7,5 км к северо-западу от ж/д станции Тулумбасы.

## Население
| 2010 |
| ---- |
| 319  |

## Улицы
- Зеленая ул.
- Новая ул.
- Центральная ул.

## Топографические карты
- Лист карты O-40-92 Кордон. Масштаб: 1 : 100 000. Состояние местности на 1980 год. Издание 1986 г.